# Chiesa di San Pancrazio (Bergamo)
La chiesa di San Pancrazio e della Beata Vergine Maria è un luogo di culto cattolico posto nella parte alta della città di Bergamo, con l'ingresso rivolto su piazza San Pancrazio, e la parte laterale in via Gombito. La chiesa dava il nome alla vicinia omonima ed era parrocchiale fino al 1805 diventando sussidiaria della cattedrale di Sant'Alessandro.

## Storia
Un documento già nel 888 nomina una chiesa e una vicinia di San Pancrazio a Bergamo, grazie alla diffusione della devozione al santo a cui fu dedicata la basilica romana, ampliata poi nel 1280, successivamente nel XV secolo (il portale nel 1452) e consacrata il 3 ottobre 1474 dal vescovo Lodovico Donà. La chiesa aveva un'area cimiteriale che si estendeva tutto intorno, così come riportato della relazione da san Carlo Borromeo nella sua visita pastorale del 1575.
La riforma del Concilio di Trento e la presenza di artisti sul territorio porteranno a un restauro e ampliamento della chiesa, dal XVII fino al XIX secolo con la costruzione della sagrestia, della torre campanaria che era la torre Bagnati, l'ammodernamento degli altari, e l'ornamento con stucchi su progetto di Giovan Battista Caniana.

Nella relazione della vicinia del 28 aprile 1624, dopo l'elezione dei nuovi sindaci alla presenza dell'allora parroco Giovanni Paolo Ambivere, risulta che la chiesa richiedeva un restauro con l'innalzamento e la costruzione della nuova volta a botte: 
(Archivio di Stato di Bergamo. Fondo notarile. b. 2639.c 129r)
 
Il verbale fu approvato all'unanimità e ne venne inviata richiesta al vescovo Federico Corner: 
(Richiesta dei vicini della chiesa conservato nell'Archivio diocesano- Paolo Mazzariol)
La situazione difficile della chiesa era stata già segnalata dal medesimo vescovo nella sua precedente visita pastorale nella cui relazione veniva indicata la presenza degli altari e delle famiglie che ne avevano il beneficio: altare dedicato ai santi Pietro e Paolo con il giuspatronato della famiglia Albani, quello “nuncupatum orationis” dei fratelli Barbarigo, di santa Caterina d'Alessandria con la famiglia Corteregia e della famiglia Bagnati quello intitolato alla Santissima Trinità, di altri tre altari non risulta indicata l'intitolazione; il battistero era presente sul fondo della navata mentre la parte presbiteriale pare fosse alquanto buia e piccola. Evidente che la chiesa necessitava di adeguamento liturgico secondo la indicazioni del Concilio di Trento.
I lavori furono quindi autorizzati e iniziarono da subito come indicato da Donato Calvi bel 1625. Ma nel 1634 risulta che i lavori di restauro fossero ancora in corso. Importante fu il contributo della famiglia Moroni con Francesco e successivamente i figli Alessandro, Giovanni Antonio e Ambrogio. Viene infatti indicata negli atti del visita pastorale del vescovo Luigi Ruzzini del 1699 la presenza dello stemma Moroni sulla chiave dell'arco trionfale, e nella medesima relazione il vescovo descrive positivamente la nuova aula: in ben longo, e largo caso estesa/a volto […].
Il 22 giugno 1805 fu soppressa la parrocchia e la chiesa divenne sussidiaria della cattedrale di Sant'Alessandro.

Nei primi anni del Novecento venne ridipinta la facciata esterna, rifatta la pavimentazione e dipinta la volta da Giovanni Cavalleri con scene della vita di san Pancrazio. Negli anni Novanta del Novecento la chiesa fu oggetto di un importante restauro da parte della Soprintendenza dei Beni Architettonici di Milano con la ditta Formica. Nel 2010 venne restaurata la volta dopo i danni subiti dal terremoto del 2004.

## Descrizione

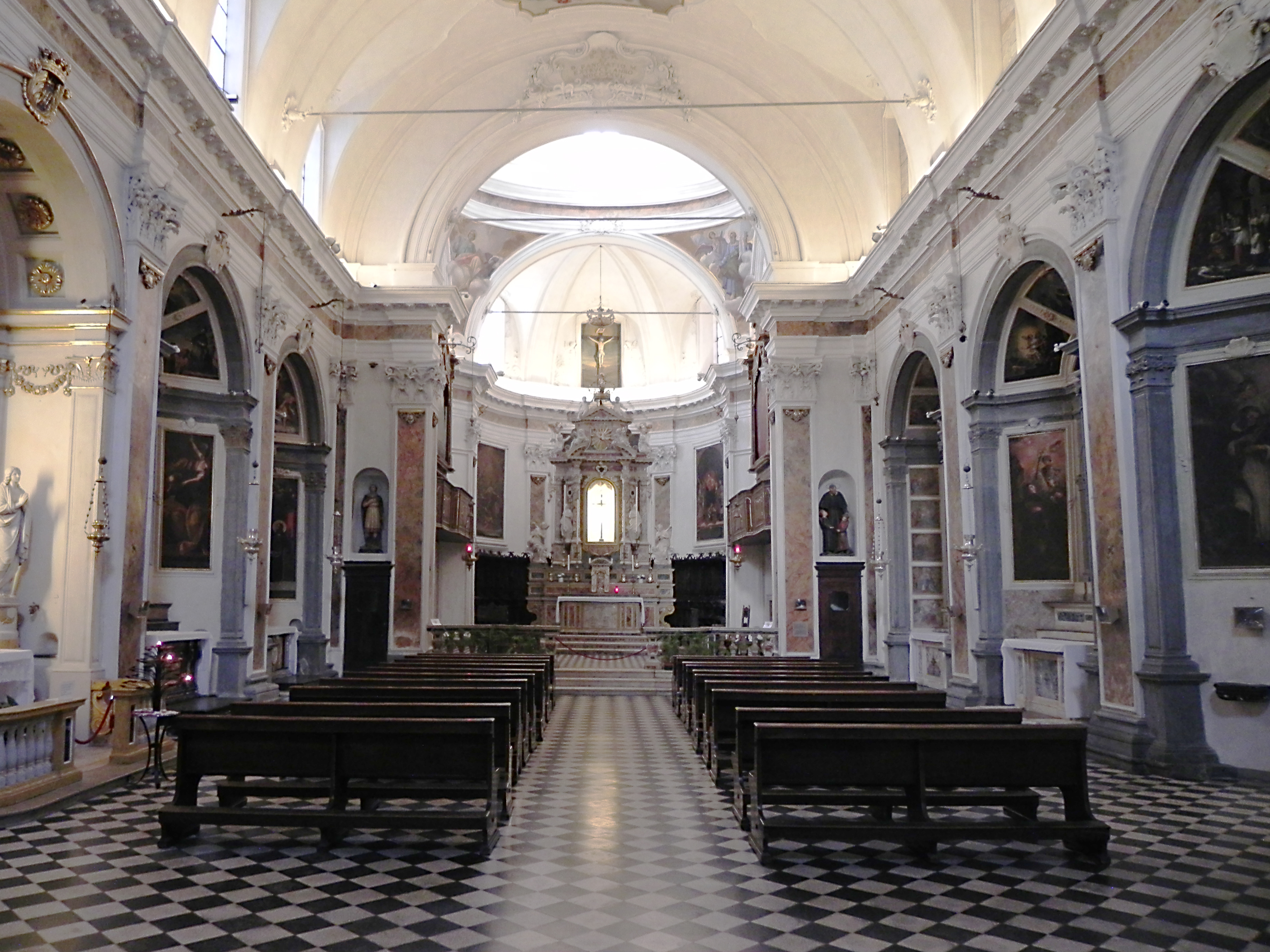
San Pancrazio- interno

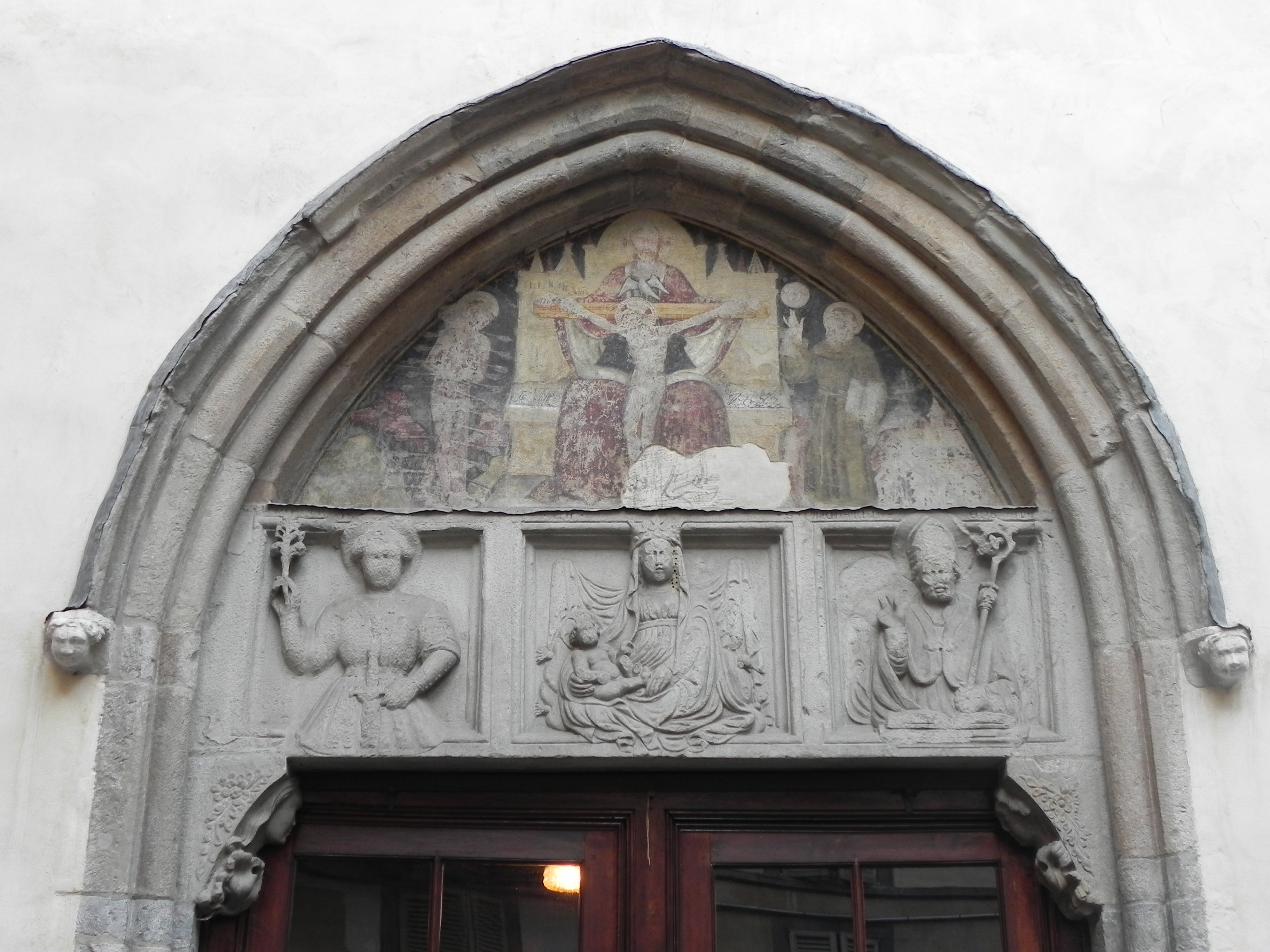
Particolare del portale della chiesa di San Pancrazio

### Esterno
La chiesa resta un poco discosta dalla via principale, dove sono presenti antichi negozi e attività in locali storici risalenti al Quattrocento.Il fronte principale a capanna della chiesa si affaccia sull'omonima piazzetta dove domina la piccola fontana di San Pancrazio detta boccio di giacinto del 1549, mentre quello laterale sulla centrale via del Gombito.
L'ingresso della chiesa ospita il portale trecentesco ad arco ogivale modanato in pietra grigia, terminante nell'ultima parte con due volti d'angelo scolpiti, e con la lunetta dove sono scolpiti nella parte inferiore ad altorilievo san Pancrazio, la Madonna col Bambino, un vescovo benedicente e nella parte superiore l'affresco raffigurante l'immagine della Trinità con Dio Padre che regge Cristo crocifisso e la colomba a simboleggiare la Trinità centrali, e i santi Sebastiano e san Bernardino, laterali datati 1452 durante il vescovato di Giovanni Barozzi.
Sulle parti laterali vi sono due monofore lunettate complete di inferriate e nella parte superiore si apre una finestra circolare.

### Interno
L'interno a una sola navata, ha cinque cappelle per lato inserite in altrettante campate divise da lesene. Le lesene hanno basamento in pietra arenaria e capitelli corinzi e reggono la trabeazione dalla quale s'imposta la volta a botte.
Le cappelle dell'aula:
Cappella della Madonna in stile neoclassico su disegno di Angelo Cattò del 1830, ha due statue del 1842 opera di Gaetano Manfredini mentre gli stucchi sono di Giovanni Brina.

Cappella dell'Immacolata appartenente dalla famiglia Moroni, ha la pala dell'Immacolata concezione opera di Cristofano Allori, il paliotto dell'altare di Giovan Giacomo Manni.

Cappella della Beata Vergine, documentata già nel 1638 come appartenente alla confraternita del Rosario, con la pala della Vergine col Bambino di Ermanno Stroiffi e i quindici misteri del rosario di Vincenzo Angelo Orelli. A converma vi è la lapide sepolcrare che riporta
Cappella dei Santi Pietro e Paolo ha la pala raffigurante la Vergine col Bambino e santi Pietro e Paolo di Gian Paolo Cavagna.

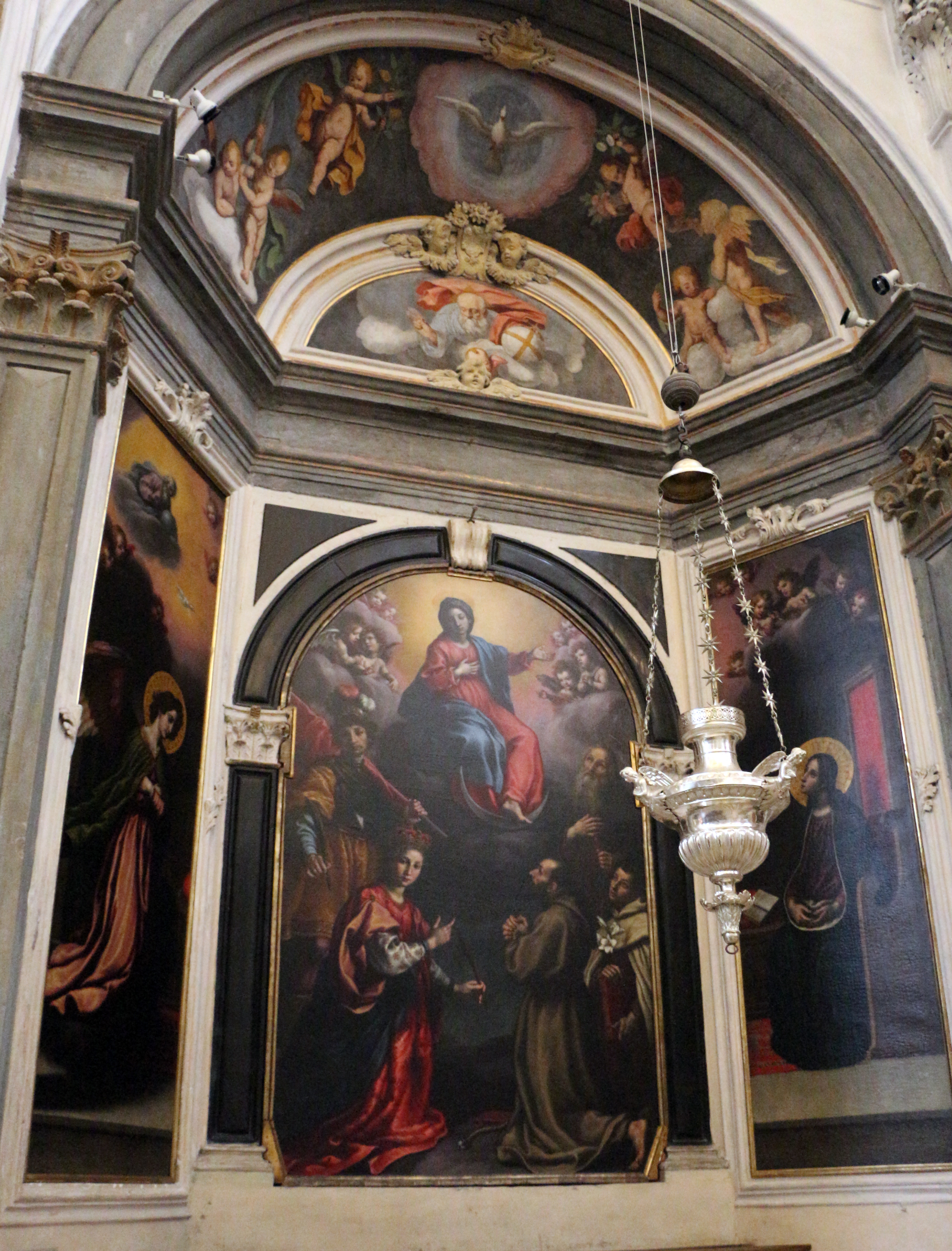
Cristofano Allori-Immacolata, santi e annunciazione

La Cappella Madonna con Rosario con la pala attribuita a Jacopo Palma il Giovane.
Cappella di San Carlo è documentata nella visita pastorale del 1659 con la pala del santo attribuita a Chiara Salmeggia.

Cappella dei diecimila Martiri ha la pala del Crocefisso attribuita al Moroni.
Il presbiterio, rialzato da tre gradini e delimitato dalla balaustra marmorea, ha la cupola ellittica e il grande altare in stile barocco. Il coro absidale, ospita le tele di Antonio Balestra raffiguranti Estasi di santa Teresa d'Avila datata 1715, di Francesco Terzi la Madonna con Bambino in Gloria, mentre la Madonna in trono e santi opera di Jacopino Scipioni, e il coro ligneo..